# Ligularia pleurocaulis
Ligularia pleurocaulis là một loài thực vật có hoa trong họ Cúc. Loài này được (Franch.) Hand.-Mazz. mô tả khoa học đầu tiên.